# L (Death Note)
Pour les articles homonymes, voir L.
 (août 2019).
Le contenu est difficilement compréhensible vu les erreurs de traduction, qui sont peut-être dues à l'utilisation d'un logiciel de traduction automatique.
L Lawliet (エル・ローライト, Eru Rōraito), plus connu sous le pseudonyme L (エル, Eru), né le 31 octobre 1979 est un des personnages principaux du Manga Death Note. Il est considéré comme le plus grand détective du monde, et aide Interpol à résoudre l'affaire Kira, dans laquelle il s'impliquera personnellement. Dans son enquête, L suspecte grandement Light Yagami et son objectif est de prouver que Light est Kira. Il est aussi doté d'une intelligence hors normes et utilise ses capacités intellectuelles anonymement au service de la police. 
C'est un détective consultant international énigmatique, sans nom et très estimé qui ne communique que par l'intermédiaire de son gestionnaire et assistant tout aussi inexplicable : Watari. Celui-ci assure la liaison officielle avec les autorités. Bien que son passé soit mystérieux, il est réputé pour avoir résolu de nombreuses affaires criminelles mystérieuses.

## Création et conception
L'auteur de la série, Tsugumi Ōba, a créé L en tant que jeune adulte, car il pensait que l'histoire n'aurait pas grand intérêt si L était significativement plus âgé que son adversaire, Light. Pour le nom de L, il voulait utiliser une seule lettre avec beaucoup de signification. Il a envisagé « I » et « J », mais a finalement choisi « L » après réflexion. 
Ōba a laissé l'essentiel de la conception de L à Takeshi Obata, artiste de la série. Obata a demandé à Ōba si L pouvait être « peu attrayant ». Ensuite, Ōba a inclus des idées dans ses vignettes, y compris la manière de s'asseoir de L, le fait qu'il soit partiellement anglais[réf. nécessaire] et apathique[réf. nécessaire]. Ōba ajouta des détails concernant les manières de L et son intérêt pour les sucreries. Ōba attribue à Obata la conception des personnages. Obata a commenté que dans les représentations de L faites par Ōba, il n'y avait pas de poches sous les yeux du personnage et qu'il avait « un visage sans expression », ce qui était très utile. Obata a qualifié L de « jeune homme séduisant » jusqu'au chapitre 11, lorsque le personnage est apparu en personne. Après le chapitre 11, Obata et Ōba sont convenus de contraster son apparence avec celle de Light.
Pendant le développement des premiers chapitres du manga, Obata craignait que L paraisse « tellement suspicieux que Light sache instantanément que c'était L si jamais ils se rencontraient ». Quand le rédacteur d'Obata lui a dit qu'il voulait que le visage de L « apparaisse comme cool », Obata a ajouté des poches noires sous les yeux de L. Obata a cité Akira Fudo de Devilman lorsqu'il a déclaré qu'il pensait que les cernes noirs étaient attrayants. En outre, Obata a pensé à un concept de « yeux morts », qui impliquait que L'avait « des yeux tout noirs » et « la plupart du temps, aucun sourcil ». Obata pense que les yeux noirs rendent le personnage plus gai, mais que les cernes « accentuent le regard du personnage ». Obata pense que le dessin évoque « un sentiment de mystère » et que le lecteur ne peut pas déterminer les vraies pensées de L. Obata a également déclaré que les poches sous les yeux de L'étaient utiles pour inspirer des spéculations sur son mode de vie et son origine.
La tenue qu'Obata a conçue pour L'était une simple chemise blanche et un jeans, pour indiquer que L ne réfléchissait pas au choix de ses vêtements. Dans Death Note 13 : How to Read, Ōba a présenté un brouillon initial de L et a déclaré que, avec une « expression cool » et sans les poches sous les yeux, L ressemblait à une personne différente.
Le style de combat de L a été décrit comme similaire à la capoeira. Cependant, Obata a nié tenir compte de cela lors des combats de L, affirmant qu'il pensait au moyen le plus efficace de frapper quelqu'un alors qu'il était menotté. Il a ajouté que si le style ressemble à celui de la capoeira, cela « y ajoute un autre élément » et « cela [le] rend heureux ». Lors de la conception du livret de couleurs, Obata a attribué des couleurs aux personnages pour « créer une atmosphère correcte » ; l'or a été attribué à L.

### Adaptation au cinéma
Ken'ichi Matsuyama a joué L dans trois films : Death Note (2006), Death Note 2: The Last Name, et Death Note 3: L Change the World. Il avait du mal à représenter L et s'inquiétait pour sa performance. Il a estimé que L interagissait rarement avec les autres et l'a ainsi décrit comme s'il « ne comprenait pas parfaitement les autres sur le plan émotionnel ». Se décrivant comme « pas très flexible physiquement », Matsuyama avait du mal à imiter les postures de L. Il mangeait aussi des friandises comme celles que L mangerait et examinait les détails des gestes caractéristiques de L.
Matsuyama a déclaré que lui et l'acteur de Light, Tatsuya Fujiwara, étaient devenus « tellement immergés » dans leur personnage qu'ils ne se parlaient pas pendant le tournage ; à la fin du tournage, ils ont discuté et sont « sortis boire un verre ou deux » . Hideo Nakata, le réalisateur de L: Change the World, a confié au Daily Yomiuri qu'il souhaitait exposer le « côté humain » de L qui n'était pas exposé dans la série Death Note.

## Biographie fictive

### Enfance et jeunesse - 1979
L a été trouvé par Watari quand il était enfant et élevé dans un orphelinat connu sous le nom de Wammy's House. Ses aptitudes exceptionnelles et le soutien de Watari le font devenir, à un âge inconnu, le plus grand détective du monde, résolvant les cas les plus compliqués.
L Lawliet est né le 31 octobre 1979. Au début de l'intrigue du manga, il a 24 ans.
L est doté d'une rare intelligence (c'est un génie au QI très élevé) qu'il met au profit du bien en résolvant anonymement (sous les noms de L, Ryuzaki, Hideki Ryuga, Erald Coyle et Deneuve selon les pays) ou en aidant la police à résoudre les enquêtes qu'elle ne saurait pas résoudre toute seule.
En effet, L est le meilleur détective du monde, la dernière chance de la police, il les contacte pour enquêter et a résolu les affaires les plus complexes au monde avec une facilité stupéfiante.

#### Wammy's House
L est orphelin. Il a été recueilli dans un orphelinat appelé Wammy's House, fondé par Watari, un inventeur de génie et spécialisé dans les enfants surdoués. Watari deviendra la personne la plus proche de L. Parmi les autres prodiges recueillis par Watari, on compte Nate River (Near), Beyond Birthday (pas dans le manga), Mihael Keehl (Mello), Linda, Mail Jeevas (Matt).

### Watari
Watari est l'assistant de L, chargé de la logistique de l'équipe d'enquête. Avant la formation de l’équipe, il est la seule personne à avoir vu L, et le seul capable de contacter L directement. Comme L, il se représente avec la lettre «W» avec une vieille police d'écriture anglaise sur les écrans d’ordinateur. Il est également une figure paternelle de L. En apparence, il s’agit de Quillish Wammy (Kirushu Waimī), un célèbre inventeur et fondateur de Wammy's House, un orphelinat pour enfants surdoués situé à Winchester en Angleterre. Watari est bien formé à l'espionnage et au tir. Rem tue Watari, avec L, afin de protéger Misa. À la fin du manga, Roger Ruvie, le directeur de Wammy House, devient le nouveau Watari pour le troisième L, Near. 
Dans le film, il est interprété par Shunji Fujimura, qui a estimé que la présence de Watari «s'animerait» s'il projetait «l'ambiance de ce vieil homme mystérieux et dépourvu de moyens de subsistance» . Dans la série dramatique, Watari est décrit par Kazuaki Hankai. Watari survit dans la série. Après la mort de L, il sert Near. Paul Nakauchi interprète Watari dans la version cinématographique américaine.

## Death Note et l'Affaire Kira

### Débuts
Light Yagami est un lycéen de 17 ans, élève très travailleur et surdoué obtenant les meilleurs résultats à l'école (meilleures notes à l'examen blanc national et à l'examen d'entrée à l'université), mais froid et solitaire. C'est un utopiste, et lorsqu'il trouve par terre un Death Note et réalise son pouvoir, il décide de s'en servir pour débarrasser le monde de tous les criminels. Il veut ainsi créer un monde parfait, dont il serait le dieu.
Les décès de nombreux criminels sans explications valables attirent l'attention d'Interpol. Watari permet la communication de L avec Interpol par le biais d'un ordinateur, afin qu'il puisse exposer ses idées concernant l'étrange affluence de crises cardiaques qui ne touchent que les criminels. Il est la première personne à affirmer que le responsable est un humain, que les médias et le public nomment rapidement Kira, dérivé de l'anglais «killer», signifiant «tueur». L, suspectant Kira d'être japonais, ou du moins de résider au Japon, demande l'aide de la police nippone. Il promet à Interpol qu'il prouvera ce qu'il avance lors d'un «affrontement direct contre ce ou ces criminels».
Un jour, lors d'un programme télévisé, un certain Lind.L.Tailor prétend être L et provoque Kira en l'insultant de diverses façons. Light, en colère, écrit alors son nom dans le Death Note et le fait mourir en direct d'une crise cardiaque. Mais après cela, le véritable L prend la parole, sans montrer son visage, et annonce que ce n'était un coup monté afin de prouver que Kira existait bel et bien et se trouvait au Japon.
En effet, ce programme télévisé prétendument diffusé dans le monde entier n'était visible que dans la région du Kanto, au Japon. L explique alors son raisonnement. La première victime de Kira était un preneur d'otage fou retranché dans une école maternelle, mais son importance étant moindre, l'information n'avait été diffusée que dans les médias nippons. Connaissant le pays de résidence de Kira, il avait organisé cette mise en scène, projetant de la diffuser dans toutes les régions, en commençant par les plus peuplées, avec un léger décalage. De plus, cette réaction à de simples provocations montre que les meurtres ne sont pas les faits d'un châtiment divin, mais bien d'un être humain, qui n'arrive pas à tuer le véritable L.
L et Light jurent alors simultanément de trouver et de tuer l'autre, car «ils sont la justice».

### Développement
La police japonaise remarque, grâce à L, que Kira commet ses meurtres à des horaires fixes, faisant penser à un étudiant ou un lycéen. L s'appuie aussi sur son comportement immature son ego surdimensionné, ainsi que son caractère revanchard. Light voulant vérifier quel degré de précision peut atteindre le Death note, il effectue des expériences sur des détenus. Trois sont ainsi tués, toujours par crise cardiaque, mais avant de mourir, le premier réalise un dessin étrange avec son sang, le second écrit une lettre sans sens clair apparent et le troisième s'enfuit de sa cellule pour aller mourir dans les toilettes. Bien évidemment, L est rapidement mis au courant et commence à se poser des questions sur leurs comportements. Il demande alors à Sôichirô Yagami de ne pas mettre les autres policiers au courant des détails. Il pense, à juste titre, que Kira a fait des essais sur ces trois prisonniers et il ne veut pas fournir les résultats de son expérience via les médias. En relisant la lettre écrite par le détenu, L se rend compte qu'un message caché semble lui être adressé: «L le sais-tu ?» .
Light décide de défier L en utilisant la mort par Death note, et tue un autre détenu qui lui aussi laisse un écrit qui, lu comme le précédent, dit: « Le dieu de la mort... ». L fait immédiatement le rapprochement avec la précédente lettre, un message important apparaissant peut-être : « L le sais-tu? Le Dieu de la mort... », il se demande alors si les dieux de la mort existent, mais il met vite cette hypothèse de côté, il est bien trop rationnel pour y croire. Un peu plus tard, il est informé que tous les membres du FBI chargés des enquêtes sur la police japonaise sont décédés. Sôichirô Yagami appelle L pour lui exprimer son mécontentement face à son manque total de confiance envers la police nippone. L reçoit enfin le dernier message de Kira, de la même façon que les précédents. Mais le précieux communiqué ne se révèle guère sérieux : « L le sais-tu? Le Dieu de la mort ne mange que des pommes ». 
Sôichirô demande à tous les policiers de l'équipe chargé de l'enquête s'ils souhaitent continuer l'enquête malgré le risque que Kira s'en prenne à eux ou à leurs proches. Seuls sept policiers restent, mais l'un d'eux n'accepte pas le fait que L reste caché, en sécurité, alors qu'eux risquent leur vie en permanence contre Kira. L invite donc ses équipiers, pour prouver la confiance qu'il leur accorde.

### Premier rendez-vous de l'enquête et révélation de l'identité de L aux policiers
La cellule d'enquête arrive au lieu de rendez-vous, une chambre d'hôtel. Ils ne cachent par leur stupéfaction quand L fait son apparition, devant son apparence : jeune, pieds nus, décoiffé, maigre et pâle, avec de grosses cernes et un peu débraillé.  
Les policiers montrent un à un leur badge et L fait semblant de leur tirer dessus pour les mettre en garde de ne pas dévoiler leur nom inutilement, car Kira pourrait être n'importe qui et les auraient déjà tués. L invite les policiers à s’asseoir mais il fait preuve d'une grande prudence, les obligeant à poser leurs téléphones et leurs ordinateurs sur une table (pour prétendument ne pas être dérangés) et de ne pas prendre de note afin ne pas conserver de traces écrites (au cas où Kira aurait accès à ces informations). Il demande aussi qu'on l'appelle « Ryûzaki » par mesure de précaution. Matsuda dit que si Kira n'a besoin que du nom et du visage de la personne pour la supprimer, il suffit de ne pas communiquer ces informations, mais L réplique que, parce qu'il est puéril et déteste, comme lui, perdre, Kira tuerait des innocents. L propose ensuite un stratagème pour mettre Kira en mauvaise posture, il veut faire croire que le FBI a envoyé 1 500 enquêteurs au Japon. L dit ensuite cela le mettra peut-être sur ses gardes et qu'il finira par faire une erreur. L expose ses théories sur Kira, il pense que qu'il agit seul et qu'il a accès aux informations de la cellule d'enquête. Il affirme aussi que Kira se trouve parmi les personnes que le FBI surveillait et distribue donc les dossiers de ces personnes.
Après avoir fait passer un entretien à chacun de ses équipiers, L est certain que Kira ne se trouve pas parmi eux. Apparemment il avait prévu une petite astuce pour vérifier mais il n'a même pas senti la nécessité de l'appliquer. Après cela, il présente Watari à son équipe, celui-ci leur apporte de faux badges et donne à chacun une ceinture équipée d'un émetteur leur permettant de connaître la position de son porteur, qui peut les appeler en appuyant deux fois sur la boucle.
Quelques jours après, L demande à Aizawa de lui apporter toutes les vidéos surveillances où l'on peut voir les agents du FBI morts quelques jours plus tôt. Après un premier visionnage L revoit une seconde fois la séquence concernant Ray Penber et remarque que lorsqu'il valide son ticket, Ray porte une enveloppe sous son bras mais qu'au moment où il meurt, celui-ci ne l'a plus. Il trouve aussi étrange le fait que Ray, au moment de mourir, essaye de regarder dans le train comme s'il voulait regarder quelqu'un. Il émet l'hypothèse que ce « quelqu'un » est en fait Kira mais il met vite cette idée de côté, ne comprenant pas l'utilité, pour Kira de venir, au risque de se faire suspecter. Mais peut-être que Kira pensait justement qu'il allait aboutir à ce raisonnement et donc a pris volontairement le risque de s'exposer, sans craindre d'être soupçonné.

### Raye Penber et la Famille Yagami[4]
Après une nuit de visionnage des vidéos de surveillance, L reçoit un appel l'informant que Naomi Misora, fiancée de Penber a disparu - sans doute s'est-elle suicidée. Ayant déjà travaillé avec elle lors d'une précédente enquête, il sait qu'elle ne se serait probablement pas suicidée, mais qu'elle aurait plutôt essayé de venger Ray. Se demandant alors si elle n'a pas été tuée par Kira après avoir découvert quelque chose sur lui, L décide de se concentrer sur les individus surveillés par Ray Penber : la famille du Sous-préfet Kitamura, et la famille Yagami.
Il fait placer, avec l'accord de Sôchirô Yagami, les deux maisons sur écoute et vidéo surveillance. Sôichirô trouve Light trop prudent, lorsqu'il vérifie que personne n'est entré dans sa chambre, mais L n'est pas surpris et juge cela normal; il fait de même sans raisons précises. De la même façon, Yagami est extrêmement étonné que son fils, si sérieux, cache et lise des magazines avec des photographies de femmes dénudées (prétexte de Light pour surveiller sa chambre), mais encore une fois, L ne trouve pas cela étrange pour son âge.
L fait passer un message à travers les médias disant que 1 500 enquêteurs ont été envoyés pour débusquer Kira pendant que les Yagami regardent la télé. Light n'est pas dupe, il comprend immédiatement que c'est faux et le dit ouvertement à sa sœur. L est impressionné par son intelligence. Light profite du fait que L l'observe pour se construire un alibi : après avoir mangé, il monte dans sa chambre pour réviser, sans allumer sa télévision et son ordinateur, mais regardant discrètement les informations grâce à une mini-télé et marquant de la main gauche le nom des criminels, qu'il n'est pas censé connaître, sur son cahier. En apprenant leur mort, Sôichirô est soulagé car maintenant, sa famille est innocentée, bien que L trouve les preuves immédiates de ses membres louches. 
Après quelques jours de visionnage intensif, L en déduit qu'il n'y a aucun suspect au sein des deux familles. Mais il ne dit pas que Kira ne se cache pas parmi eux, car peut-être a-t-il continué de tuer comme à son habitude sans rien laisser paraître. Selon, si c'est effectivement le cas, il est doté d'une grande force mentale, comparable à celle d'un Dieu. Il décide donc d'arrêter la surveillance.

### L'université To-Oh
Alors que Light est en train de passer un examen, un élève attire son attention par son comportement étrange... (accroupi sur sa chaise) il ne le sait pas encore mais il s'agit de L.
Light entre enfin à l'université, mais pendant la cérémonie d'ouverture alors qu'il doit faire un discours avec l'autre élève ayant obtenu la note maximale dans toutes les matières, en tant que représentant des élèves, il se rend compte que cette personne est celle qui avait attiré son attention lors de l'examen, un dénommé Hideki Ryûga, comme une star connue..
Juste après avoir fini leur discours, L révèle son identité à Light, celui-ci est bien entendu choqué par cette révélation mais il est également coincé car il ne peut rien tenter contre lui. L demande à Light de l'aider dans ses recherches dans l'affaire Kira, à la fois pour bénéficier de son aide et le surveiller.

### Relation L et Light
Lors de sa collaboration avec la cellule d’enquête japonaise (menée par Soichiro Yagami) montée contre la vague de meurtres de Kira, L a testé l'implication de celle-ci tout en lui faisant entièrement confiance et s'est beaucoup rapproché de ses membres et plus particulièrement de deux personnes : Light Yagami et son père, Soichiro Yagami. Light devint très vite le premier ami de L et en même temps son rival. Malgré les apparences, L est champion de tennis et a gagné de nombreux tournois en Angleterre, pays dans lequel il a vécu durant de nombreuses années avant de revenir au Japon (son pays natal) et n'a pas peur de donner des coups de poing et de pied à celui ou ceux qui lui en assènent, tel que Light Yagami à un moment du manga où les deux personnages sont attachés par une chaîne.
En effet, L rend toujours les coups qu'on lui met, peu importe la raison.

## Mort
L décède le 5 novembre 2007 (à 25 ans, épisode 25 de l'animé) au même moment que Watari, avant que ce dernier n'efface les données de l'enquête Kira (dans l'épisode intitulé Silence) après que son nom a été inscrit par Rem, Dieu de la mort (qui lui aussi, meurt) dans le Death Note pour sauver Misa Amane à la suite d'une ruse de Light. 
Dans le film de 2008 L : Change the World, qui raconte une histoire alternative à celle du manga et de l'animé, L n'a pas été tué par Rem mais a lui-même inscrit son nom dans le Death Note, c'est l'élément clé qui a déterminé la façon dont Near a réussi à évincer Kira/Light.
Dans Death Note: Illuminez le nouveau monde, Kenichi Matsuyama reprend son rôle de L. Il fait une apparition avec l'enfant Ryuzaki, qui hérite de son ADN, lui donnant une sucette et lui recommandant de ne pas utiliser le Death Note. Il est également vu dans une vidéo de synthèse créée par Ryuzaki.
Il laissa une grande tristesse dans les cœurs de Near (Nate River) et Mello (Mihael Keehl) qui sont ses successeurs mais un héritage d'au moins dix millions de dollars selon Matsuda.

## Description

### Apparence
L est un grand jeune homme très mince, aux cheveux noirs et aux grands yeux gris. Il a les yeux très cernés car il se prive de sommeil. 
L est toujours vu portant un pantalon bleu jean et un léger pull blanc. Il ne porte presque jamais de chaussures ou de chaussettes, préférant marcher pieds nus, même en public. Ceci a été démontré lorsqu'il a visité l'école de Light Yagami et a été vu pieds nus alors qu'il était assis sur un banc, jusqu'à ce qu'il se lève pour marcher.

### Personnalité
L est calme et très intelligent, capable de déduire des choses justes à partir de très peu d'indices, et de tester des gens sans que ceux-ci ne s'en rendent compte afin d'obtenir les informations qu'il veut. Il a des manières tout à fait uniques et spécifiques à lui comme le fait de tenir tous les objets par un de leurs bords, par le bout des doigts et en levant les bras en l'air ou de s'asseoir de façon accroupie sur les chaises de manière que ses genoux soient à peu près en face de ses épaules ou encore de se balader pieds nus.
L est un jeune homme gourmand qui se nourrit exclusivement de sucreries, qui a pour habitude de re-sucrer ses boissons chaudes déjà sucrées comme le café et le thé et de jouer avec les morceaux de sucre pour faire des constructions particulières ou juste pour les empiler : il explique sa maigreur par le fait que le glucose qu'il ingère est quasi exclusivement consommé par son cerveau. 
Il semble également avoir quelques traits autistiques (qui expliqueraient son intelligence hors norme) notamment lorsqu'il se comporte à sa façon ou se balade pieds nus sans gêne, ou lorsqu'il dit que Light est son premier ami, ce qui indiquerait qu'il a du mal avec la société.

### Pouvoirs et capacités
L est doté d'une intelligence extrêmement élevée. Il a été capable de résoudre de nombreuses enquêtes très compliquées et de porter ses soupçons très rapidement sur Light, pensant qu'il est Kira. Il est capable d'analyser efficacement chaque situation, ce qu'il utilise pour faire tuer un imposteur en direct pour déterminer que Kira se trouve au Kanto, au Japon.
L est également très doué au tennis et donne de puissants coups de poing et de pied, ce qui laisse à penser qu'il pourrait avoir pratiqué la boxe.